# Algeria ai Giochi della XVIII Olimpiade
L'Algeria partecipò ai Giochi della XVIII Olimpiade, svoltisi a Tokyo dal 10 al 24 ottobre 1964, con un solo atleta, il ginnasta Mohamed Lazhari. Per la nazione nordafricana, a due anni dal conseguimento dell'indipendenza, fu la prima partecipazione olimpica.

## Risultati
- Mohamed Lazhari, Ginnastica - Concorso individuale: 19º posto, 106.95 punti